# Nottingham grófja
A Nottingham grófja az angol főrendben többször létezett, napjainkban is létező főnemesi cím.

## Első létrehozás
- John de Mowbray (1365–1383), Mowbray 5. bárója, majd Notthingham 1. grófja (1377)

John de Mowbray mindössze hároméves korában örökölte a Mowbray bárói címet, miután apja a Szentföldre vezető útja során Konstantinápoly közelében elesett.  1377. április 23-án együtt ütötték lovaggá a későbbi II. Richárddal és IV. Henrikkel. II. Richárd koronázásakor kapta meg a Nottingham grófja ( 1377 I.) címet. A koronázáson alamizsnásként szolgált. Fiatal kora ellenére jelentős nemesi rangokat viselt, de nem volt ideje politikai vagy katonai szerepet vállalni. 1383. január 12-én, 17 évesen hunyt el, házasságot nem kötött, és utódot sem hagyott maga után. Halálával a Nottingham grófi cím kihalt.

## Második létrehozás (1383)
- Thomas de Mowbray (1366–1399), Norfolk 4. grófja, Nottingham 1. grófja, Norfolk 1. herceg
- Thomas de Mowbray (1385–1405), Norfolk 5. grófja, Nottingham 2. grófja
- John de Mowbray (1392–1432), Norfolk 2. hercege, Nottingham 3. grófja
- John de Mowbray (1415–1461), Norfolk 3. hercege, Nottingham 4. grófja
- John de Mowbray (1444–1476), Norfolk 4. hercege, Nottingham 5. grófja

## Harmadik létrehozás
- Richárd angol királyi herceg (1473–1483), York 1. hercege, Norfolk hercege (1477), Nottingham grófja (1476), feltehetően Warenne grófja (1477)

## Negyedik létrehozás (1483)
- William Berkeley, Berkeley 1. márkija (1426–1492)

## Ötödik létrehozás (1525)
- Henry FitzRoy Richmond és Somerset 1. hercege (1519–1536)

## Hatodik létrehozás (1596)
- lásd Effingham grófja
- Charles Howard (1536–1624), Effingham 2. bárója, 1596-tól Nottingham grófja
  - William Howard, Lord Howard of Effingham (1577–1615)
- Charles Howard, Nottingham 2. grófja, 3. Howard Effingham bárója (1579–1642)
- Charles Howard, Nottingham 3. grófja, 4. Howard Effingham bárója (1610–1681)

## Hetedik létrehozás (1681)
- Heneage Finch, Nottingham 1. grófja (1621–1682)
- Daniel Finch, Nottingham 2. grófja (1647–1730) (1729-ben megörökölte a Winchilsea grófja címet)
- lásd Winchilsea és Nottingham grófja

## Fordítás
- Ez a szócikk részben vagy egészben  az   Earl of Nottingham című angol Wikipédia-szócikk ezen változatának fordításán alapul.  Az eredeti cikk szerkesztőit annak laptörténete sorolja fel. Ez a jelzés csupán a megfogalmazás eredetét és a szerzői jogokat jelzi, nem szolgál a cikkben szereplő információk forrásmegjelöléseként. (2025. január)